# IC 5136
IC 5136 — галактика типу NF (в процесі підтвердження) у сузір'ї Південна Риба.
Цей об'єкт міститься в оригінальній редакції індексного каталогу.